# SMS Karlsruhe (croiseur, 1916)
Pour les autres navires du même nom, voir Karlsruhe (navire).
Le SMS Karlsruhe est un croiseur léger de la classe Königsberg construit pour la Kaiserliche Marine pendant la Première Guerre mondiale. Il a été nommé d'après le croiseur léger SMS Karlsruhe, coulé d'une explosion accidentelle en novembre 1914.
Commandé en 1913, sa quille est posée en mai 1915 au chantier naval Kaiserliche Werft Wilhelmshaven de la ville du même nom. Il est lancé le 31 janvier 1916 et mis en service dans la Hochseeflotte en décembre 1916.

## Historique
Après sa mise en service mi-décembre 1916 et une campagne d’essais à la mer, il est affecté au 2e groupe de reconnaissance. En 1917, le Königsberg participe à des opérations du côté des îles de la Baltique (Gotland). Le 16 août, il prend part à une opération de déminage en mer du Nord. En octobre, il participe à l'opération Albion en jouant toutefois un rôle minime dans l'opération d'invasion des îles russes.

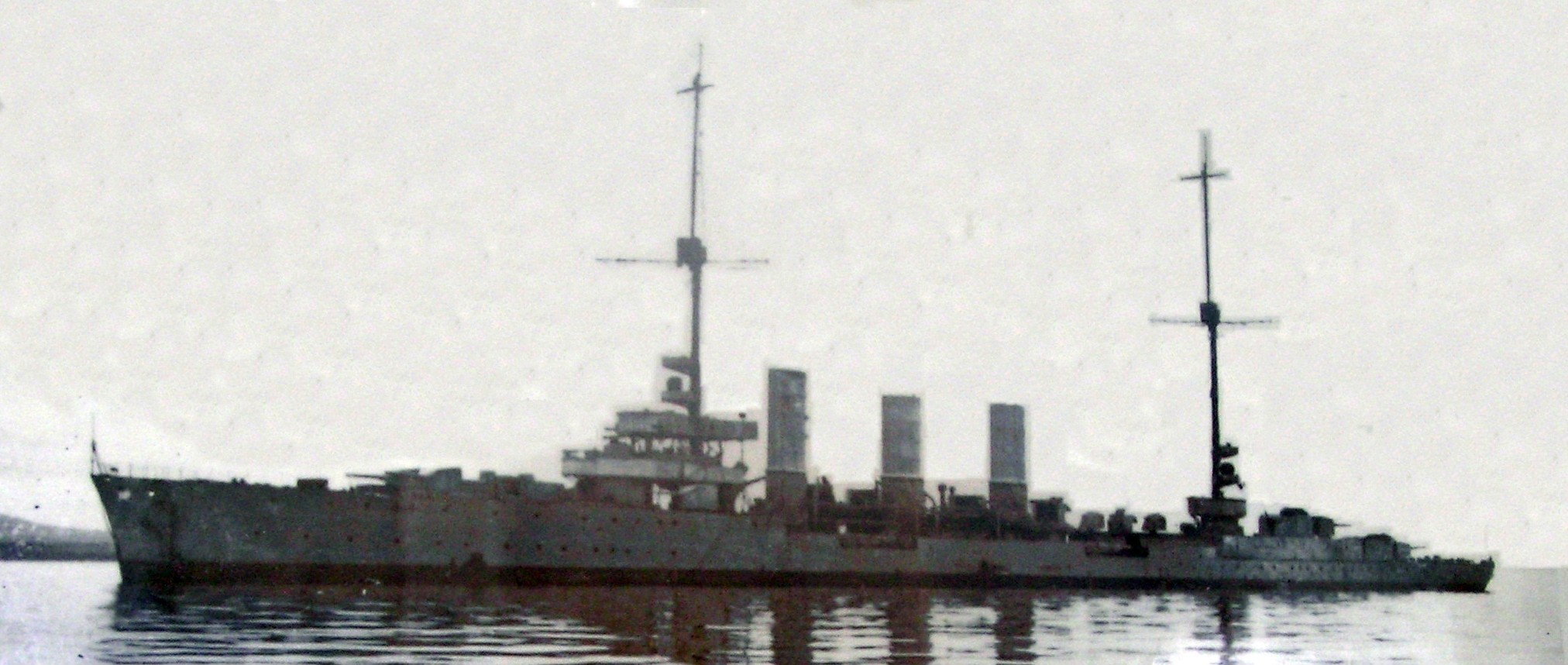
Karlsruhe à Scapa Flow.

Le Karlsruhe est interné à Scapa Flow en novembre 1918, après l'armistice. L'ordre lui est donné par l'amiral von Reuter de se saborder le 21 juin 1919 à deux heures de l'après-midi. Le navire sombre à 15 h 50. Le navire gît toujours par 26 mètres de fond et n'a pas été renfloué, contrairement à d'autres navires allemands.
Les droits de son épave ont été vendus en 1962.
En 2017, des archéologues sous-marins du Orkney Research Center for Archaeology ont mené des enquêtes approfondies sur le Karlsruhe et neuf autres épaves de la région, dont six autres navires de guerre allemands et trois britanniques. Les archéologues ont cartographié les épaves à l'aide d'un sonar et les ont examinées à l'aide d'un ROV dans le cadre d'une étude visant à déterminer le degré de détérioration des épaves.